# Great Valley
Great Valley är en kommun (town) i Cattaraugus County i delstaten New York. Vid 2020 års folkräkning hade Great Valley 1 997 invånare.